# Mario Cámpora
Mario Alberto Cámpora (Ciudad de Mendoza, 3 de agosto de 1930-Santa Catalina, 13 de enero de 2022) fue un diplomático de carrera argentino, con rango de embajador.
Sobrino del presidente Héctor Cámpora, siendo su secretario general de la presidencia, fue vicecanciller de Domingo Cavallo, y primer embajador de Argentina ante el Reino Unido tras el restablecimiento de las relaciones exteriores con ese país tras la Guerra de Malvinas, ejerciendo ese cargo entre 1990 y 1994.

## Carrera diplomática
Cursó sus estudios de grado y de posgrado en la Universidad Nacional de Rosario, de donde egresó con el título de Doctor en Diplomacia.
Entre 1954 y 1975, desempeñó funciones diplomáticas en Ginebra, Washington, La Haya y Nueva Delhi, así como en las Direcciones de Organismos Internacionales y de Política y en la Consejería Legal de la Cancillería. En 1973, asesoró al entonces candidato y posteriormente Presidente de la Nación Héctor J. Cámpora, de quien también es familiar.
Durante la dictadura cívico-militar que gobernó el país entre 1976 y 1983, fue excluido de la carrera diplomática. En 1984 fue reincorporado a la Cancillería Argentina por el gobierno democrático del Presidente Raúl R. Alfonsín, y designado al frente de la Misión Especial Argentina para Desarme ante las Naciones Unidas en Ginebra (1985-1989). Presidió la Conferencia de Desarme de las Naciones Unidas en 1985.
Fue Secretario de Estado de la Cancillería (1989), y viceministro de Relaciones Exteriores de la República (1989-1990). En mayo de 1990, el presidente Carlos S. Menem lo designó como primer embajador argentino ante el Reino Unido (1990-1994) después de la guerra de las Malvinas, y posteriormente embajador ante Bélgica y Luxemburgo (1995-1999). Se desempeña en el Consejo Superior de Embajadores de la Cancillería. En 1998 recibió un Diploma al Mérito de los Premios Konex por su trayectoria como diplomático.